# 稲波弘次
稲波 弘次（いななみ ひろつぐ、1908年12月1日 - 1983年12月21日）は、日本の陸軍軍人、馬術選手。

## 経歴
1929年（昭和4年）7月、陸軍士官学校（41期）を卒業し、同年10月、騎兵少尉任官。
1936年ベルリンオリンピックの馬術競技の2種目（障害飛越、総合馬術）に出場した。結果は、障害飛越では35位、総合馬術では失権であった。障害飛越では朝富士という名前の馬に騎乗し、総合馬術ではギャロッピングゴーストという名前の馬に騎乗した。
1920年にローマ東京間飛行を成功させたイタリア人飛行士（アルトゥーロ・フェラーリンなど）の世界初の偉業をたたえ、イタリア王妃に送られた記念帖に、稲波が12歳の時に描いた絵が収められている。この記念帖には、他に後に画家となった田中孝（田中一村）、細谷達三や鉱山技師となった仲倉仙太郎（映画監督仲倉重郎の父）、建築家となった吉村順三の作品も収められている。
息子は医師の稲波弘彦である。稲波弘彦氏は、上記記念帖の発見に驚き、上記サイトを立ち上げている。